# Kątomierz

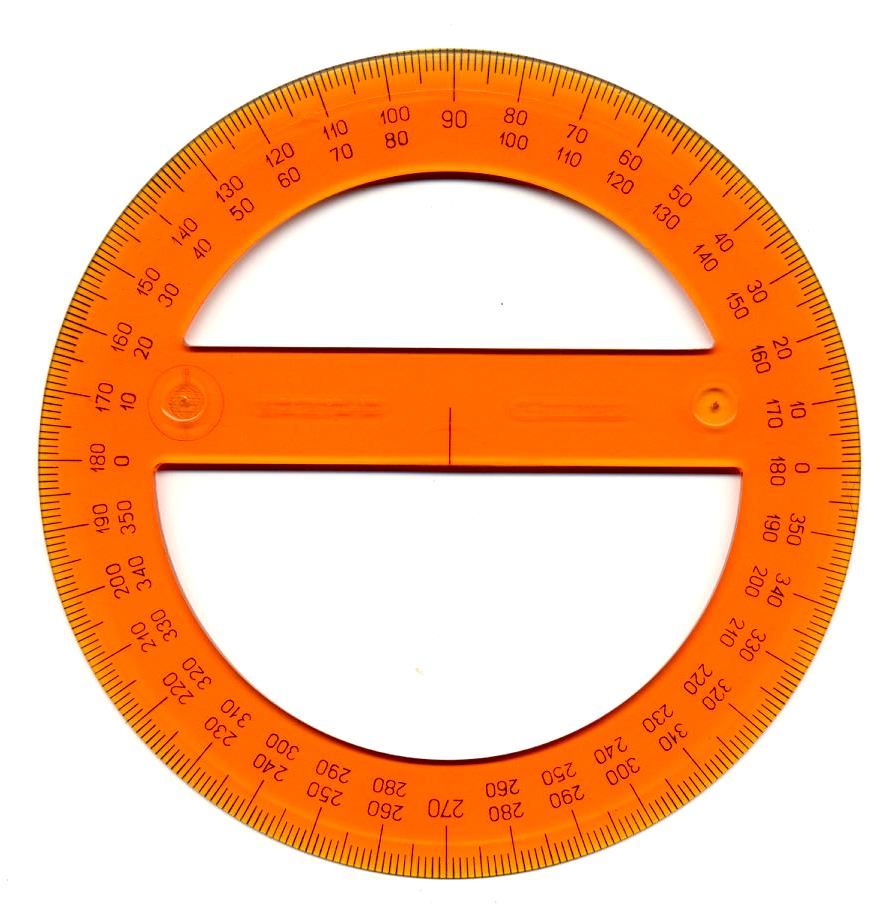
Kątomierz kreślarski – stopniowy

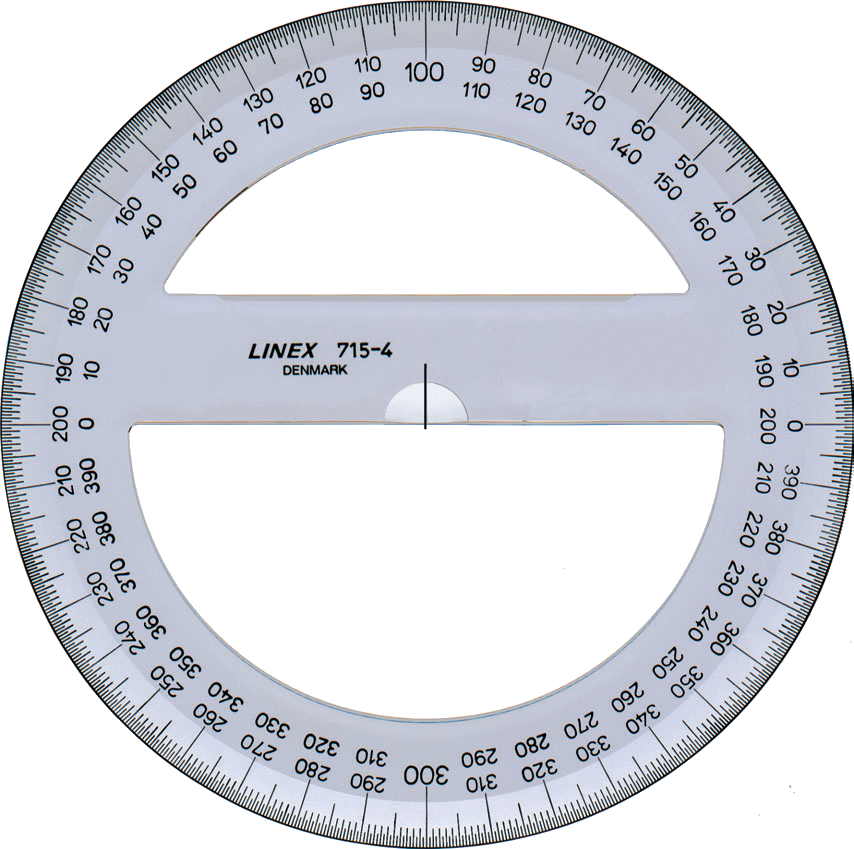
Kątomierz kreślarski – gradowy

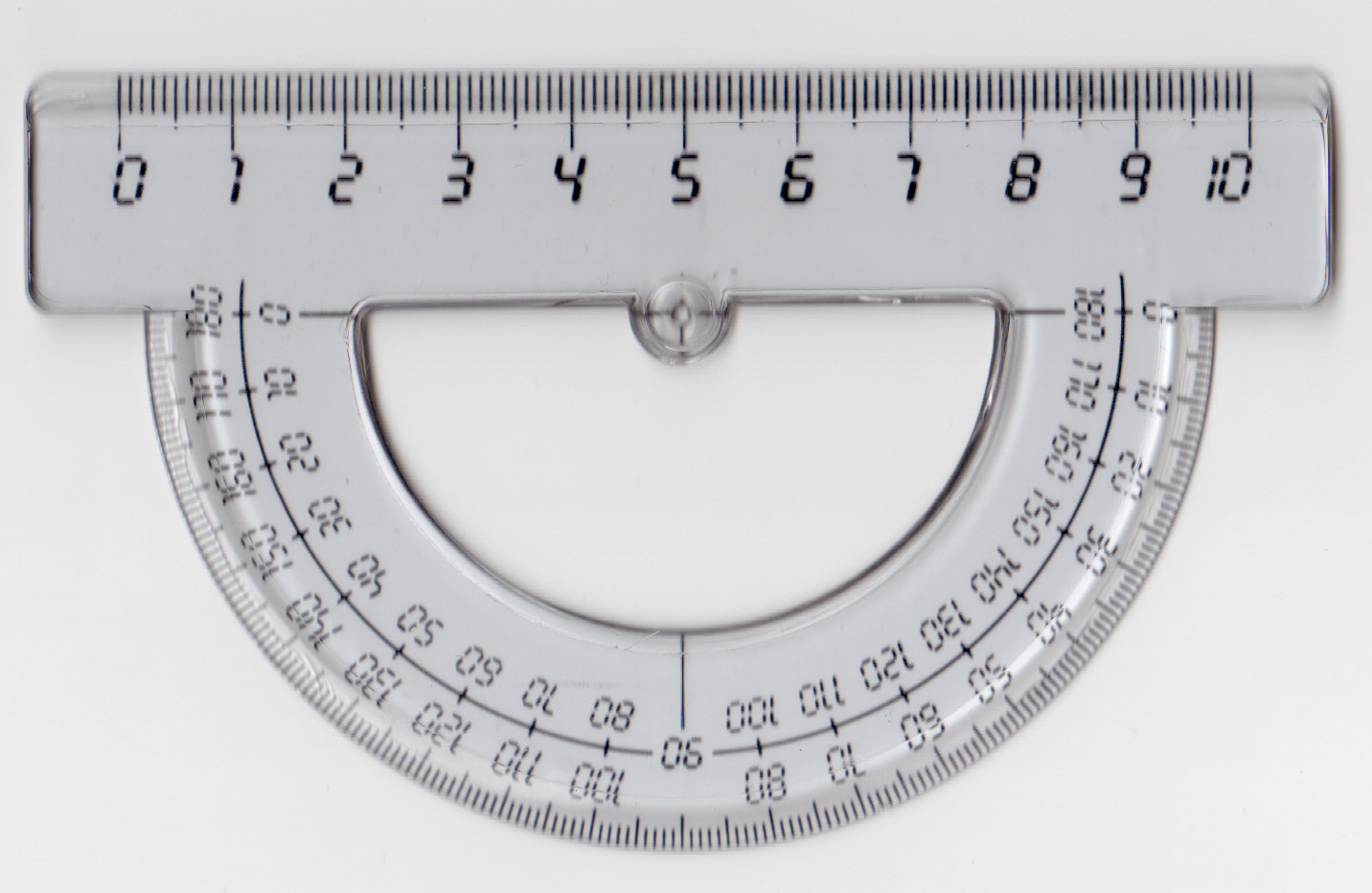
Kątomierz kreślarski – półkolisty stopniowy

Budowa kątomierza uniwersalnego

Animacja pokazująca sposób dokonywania pomiaru kątomierzem uniwersalnym

Kątomierz – przyrząd pomiarowy używany do określenia miary kąta płaskiego.
Używany podczas wykonywania rysunków technicznych. Do zastosowań kreślarskich ma postać półkolistej bądź kolistej płytki z naniesioną podziałką kątową.
Do stosowania w pracach traserskich i ślusarskich jest wykonany z metalu, posiada podziałkę z noniuszem, zamocowane obrotowo ramiona pomiarowe i często z dodatkową lupą dla zwiększenia precyzji odczytu.
Kątomierz nawigacyjny – przyrząd stosowany w nawigacji do określania kątów na mapie.
Sitogoniometr – kątomierz kieszonkowy. Używany był w wojsku do pomiarów artyleryjskich. Posiadał podziałkę kątową poziomą od 0 do 800 tysięcznych i od 800 do 1600 tysięcznych oraz podziałkę pionową od 0 do + – 250 tysięcznych.

## Rodzaje kątomierzy
Rozróżnia się:
- Kątomierz narzędziowy (ślusarski, uniwersalny);
- Kątomierz poziomicowy (służy do pomiarów kątów na powierzchniach płaskich i walcowych oraz do ustawiania elementów maszyn w położeniu poziomym);

- Kątomierz rysunkowy;
- Kątomierz tachimetryczny (instrument geodezyjny przeznaczony do pomiaru kątów poziomych i pionowych);

## Wzorcowanie kątomierzy uniwersalnych
W trakcie wzorcowania kątomierzy uniwersalnych (zarówno noniuszowych, optycznych, zegarowych jak i cyfrowych) w zależności od wyposażenia kątomierza wyznacza się następujące parametry:
- odchyłka płaskości powierzchni pomiarowych
- odchyłka równoległości powierzchni pomiarowych
- błędy wskazań